# 渡辺金六
渡辺 金六（旧字：渡邉 金六、わたなべ　きんろく、? - 慶長2年（1597年）8月）は、戦国時代・安土桃山時代の藤堂高虎の家臣。「金六」は通称で、諱は宗吉、または宗（はじめ）。伊勢津藩の重臣・藤堂内膳家の初代にあたる。弟に島川専助（宗）、渡辺内膳（宗）。
なお、同じく藤堂家臣の渡辺了とは親戚関係にない。

## 略歴
大和国人・島川専助の嫡男として誕生した。渡辺家の養子となり、弟の内膳が島川家を継いだ。島川家は、渡辺綱の母方の姓でありその子孫という。島川家も藤堂家の家臣として続く。
天正10年（1582年）頃から  高虎に仕え、山崎の戦いに参陣した。翌年の賤ヶ岳の戦いでは、槍傷を負いながらも戦う高虎を藤堂良勝と共に諌め、陣頭指揮をとった。武功もみられる。その後、丸岡城を落とした高虎は奮戦を称され、1,300石の加増を受けた。金六も戦後、合計4,600石となった高虎から加増を受ける。
さらに翌年、小牧・長久手の戦いにも従い、峯城・松ヶ島城攻めで奮戦した。なおこのとき、5つもの傷を負った高虎が「俺の傷はいくらになった」と尋ね、金六は「これでは命がいくらあっても足りませぬ」と諌め手当てしたという逸話がある。
天正13年（1585年）の紀州征伐に従軍、金六は戦後に粉河で5百石の加増を受ける。
四国征伐・九州征伐・小田原征伐・文禄の役にも従軍する。
しかし文禄4年（1595年）に高虎の主君・豊臣秀保が死去すると、高虎は出家して高野山に上った。その後、 藤堂 高虎は 豊臣秀吉・生駒親正に説得され5万石で復帰し、主君の帰還に喜んだ金六だったが、慶長の役の南原城の戦いにて戦死する。高虎は金六ら朝鮮での死者をひどく悼んだ。
金六には子がいなかったので、家督は弟の内膳が継ぎ、子孫は渡辺金六または内膳と称し、津藩重臣として幕末まで続いた。

## 参考資料
- 桜木謙堂(謙二）『高山公』伊勢新聞社活版部、1913年（近代デジタルライブラリー所収）
- 江宮隆之『七人の主君を渡り歩いた男‐藤堂高虎という生き方』KADOKAWA、2015年12月17日
- 深谷克己『津藩』吉川弘文館、2002年
- 上野市古文献刊行会（編）『高山公実録 上巻』清文堂出版、1998年
- 藤堂高兌（著）藤堂家編述会（編纂）『補註国訳聿脩録』高山公三百年祭会、1930年